# Dodecaedro de Bilinski
| Sólido                                                 |  |
| \| \| \| \| \| \| (Alzado, planta y perfil)            |  |
| Proyecciones ortogonales que parecen romboedros áureos |  |
| Otras proyecciones ortogonales                         |  |
| Pares de romboedros áureos (Sólidos)                   |  |
| véase                                                  |  |
|                                                        |  |
|                                                        |  |

En geometría, el dodecaedro de Bilinski es un poliedro convexo con doce caras congruentes a un rombo áureo. Tiene la misma topología pero una geometría diferente que el rombododecaedro isoedral. Es un paraleloedro.

## Historia
Esta forma aparece en un libro de 1752 de John Lodge Cowley, identificado como "dodecarhombus". Sin embargo, lleva el nombre de Stanko Bilinski, quien lo redescubrió en 1960. El propio Bilinski lo llamó dodecaedro rómbico del segundo tipo. El hallazgo de Bilinski corrigió una omisión en la clasificación de los poliedros convexos con caras rómbicas congruentes publicada por Yevgraf Stepánovich Fiódorov 75 años antes.

## Definición y propiedades

### Definición
El dodecaedro de Bilinski se forma uniendo doce rombos aúreos congruentes, que se caracterizan porque la relación entre las  longitudes de la diagonal mayor y de la diagonal menor es el número áureo:
{\displaystyle \varphi ={{1+{\sqrt {5}}} \over 2}\approx 1.618~034.}
El grafo del poliedro resultante es isomorfo con respecto al del rombododecaedro, pero las caras están orientadas de manera diferente: un par de rombos opuestos tienen sus diagonales larga y corta invertidas con respecto a la orientación de los rombos correspondientes de un rombododecaedro.

### Simetría
Debido a su simetría central, el dodecaedro de Bilinski tiene un orden de simetría inferior; su grupo de simetría es el de un ortoedro: D2h, [2,2], (*222), de orden 8. Este es un subgrupo de simetría octaédrica; sus elementos son: tres ejes de simetría dobles, tres planos de simetría (que también son los planos axiales del sólido) y un punto de simetría central. El grupo de rotación del dodecaedro de Bilinski es D2, [2,2]+, (222), de orden 4.

### Vértices
Al igual que el rombododecaedro, el dodecaedro de Bilinski tiene ocho vértices de grado 3 y seis de grado 4. Tiene dos ápices en el eje vertical y cuatro vértices en cada plano axial. Pero debido a la inversión de dos de sus caras ecuatoriales, sus vértices no apicales forman dos cuadrados (rojo y verde) y un rectángulo (azul), y sus catorce vértices en total son de cuatro tipos diferentes:
- Dos ápices de grado 4 rodeados por cuatro ángulos de cara agudos (vértices del eje vertical, negros en la primera figura)
- Cuatro vértices de grado 4 rodeados por tres ángulos de cara agudos y uno obtuso (vértices del plano horizontal-axial, azul en la primera figura)
- Cuatro vértices de grado 3 rodeados por tres ángulos de cara obtusos (un vértice en el plano axial vertical, rojo en la primera figura)
- Cuatro vértices de grado 3 rodeados por dos ángulos de cara obtusos y uno agudo (otros vértices del plano vertical-axial, verdes en la primera figura)

### Caras
Los ángulos internos suplementarios de un rombo áureo son:
- Ángulo agudo:

{\displaystyle \alpha =\arctan 2\approx 63.434~949^{\circ };}
- Ángulo obtuso:

{\displaystyle \beta =\pi -\arctan 2\approx 116.565~051^{\circ }.}
Las caras del dodecaedro de Bilinski son doce rombos áureos congruentes; pero debido a la inversión de dos de ellas, están dispuestas de tres formas distintas:
- Ocho caras apicales con los cuatro tipos de vértices
- Dos caras laterales con vértices alternos azul y rojo (anverso y reverso en la primera figura)
- Dos caras laterales con vértices alternados de color azul y verde (izquierda y derecha en la primera figura)

(véase también la figura con las aristas y las caras frontales coloreadas).

### Aristas
Las 24 aristas del dodecaedro de Bilinski tienen la misma longitud; pero debido a la inversión de dos de sus cuatro caras ecuatoriales, son de cuatro tipos distintos:
- Cuatro aristas apicales con vértices negros y rojos (en la primera figura)
- Cuatro aristas apicales con vértices negros y verdes (en la primera figura)
- Ocho aristas laterales con vértices azules y rojos (en la primera figura)
- Ocho aristas laterales con vértices azules y verdes (en la primera figura)

(véase también la figura con las aristas y las caras frontales coloreadas)

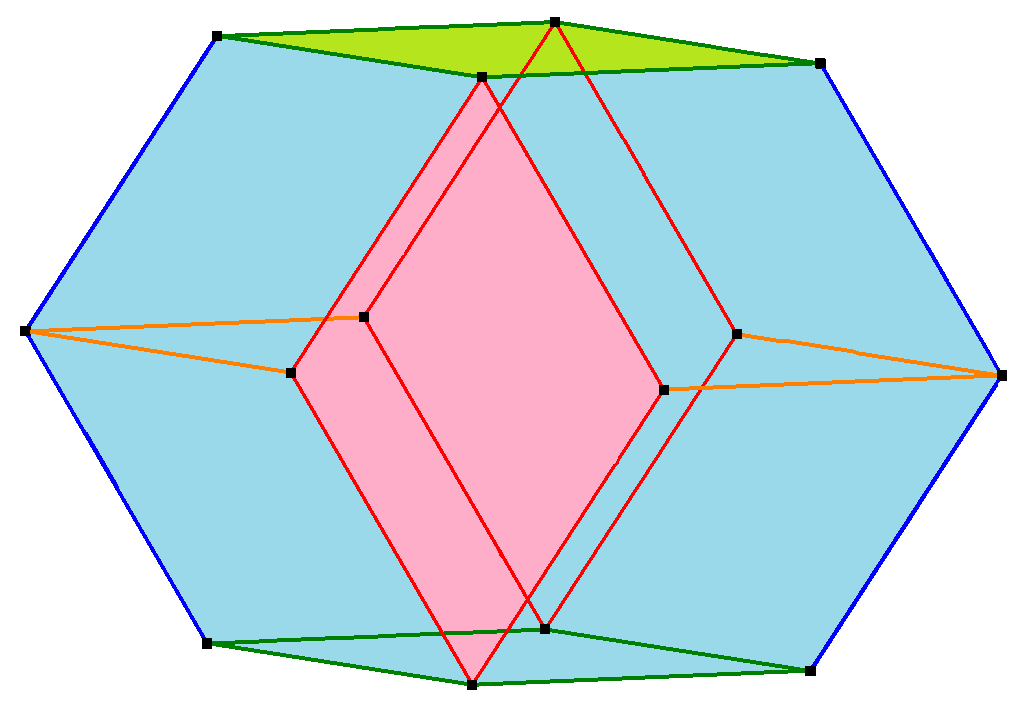
Dodecaedro de Bilinski (colocado sobre una de sus caras laterales invertidas) con aristas y caras frontales coloreadas según sus posiciones de simetría

### Coordenadas cartesianas, longitudes
Las coordenadas cartesianas de los vértices de un dodecaedro de Bilinski con espesor 2 unidades son:
| Grado | Color | Coordenadas | Coordenadas |
| ----- | ----- | ----------- | ----------- |
| 3     | Rojo  | (0, ±1, ±1) |             |
| 3     | Verde | (±φ, 0, ±φ) |             |
| 4     | Azul  | (±φ, ±1, 0) |             |
| 4     | Negro | (0, 0, ±φ2) |             |

donde φ es el número áureo.
El dodecaedro de Bilinski de este tamaño tiene:
- Longitud de la diagonal más larga del sólido (es decir, situada entre los vértices negros de grado 4 opuestos):

{\displaystyle 2~\varphi ^{2}=3+{\sqrt {5}}\approx 5.236~068}
- Longitud de las diagonales del sólido más cortas (es decir, las que se encuentran en vértices opuestos de grado 4 en azul):

{\displaystyle 2{\sqrt {2+\varphi }}={\sqrt {2\left(5+{\sqrt {5}}\right)}}\approx 3.804~226;}
- Longitud de arista:

{\displaystyle {\sqrt {2+\varphi }}={\sqrt {\frac {5+{\sqrt {5}}}{2}}}\approx 1.902~113.}

### En familias de poliedros
El dodecaedro de Bilinski es un paraleloedro, y por lo tanto, también es un poliedro que rellena el espacio y un zonoedro.

## Relación con el dodecaedro rómbico
En un artículo de 1962, Harold Scott MacDonald Coxeter afirmó que el dodecaedro de Bilinski podía obtenerse mediante una transformación afín del rombododecaedro. Pero esto es falso, como se demuestra a continuación:
- En el dodecaedro rómbico: cada diagonal larga del sólido (es decir, que se encuentra en vértices de grado 4 opuestos) es paralela a las diagonales cortas de cuatro caras.

- En el dodecaedro de Bilinski: la diagonal del sólido más larga (es decir, la que se encuentra en vértices negros opuestos de grado 4) es paralela a las diagonales cortas de dos caras y a las diagonales largas de otras dos caras; las diagonales del cuerpo más cortas (es decir, que se encuentran en vértices azules opuestos de grado 4) no son paralelas a la diagonal de ninguna cara.[5]

- En cualquier transformación afín de un dodecaedro rómbico: cada diagonal larga del sólido (es decir, que se encuentra en vértices de grado 4 opuestos) permanece paralela a cuatro diagonales de caras, y estas permanecen de la misma (nueva) longitud.

## Zonoedro con caras rómbicas áureas

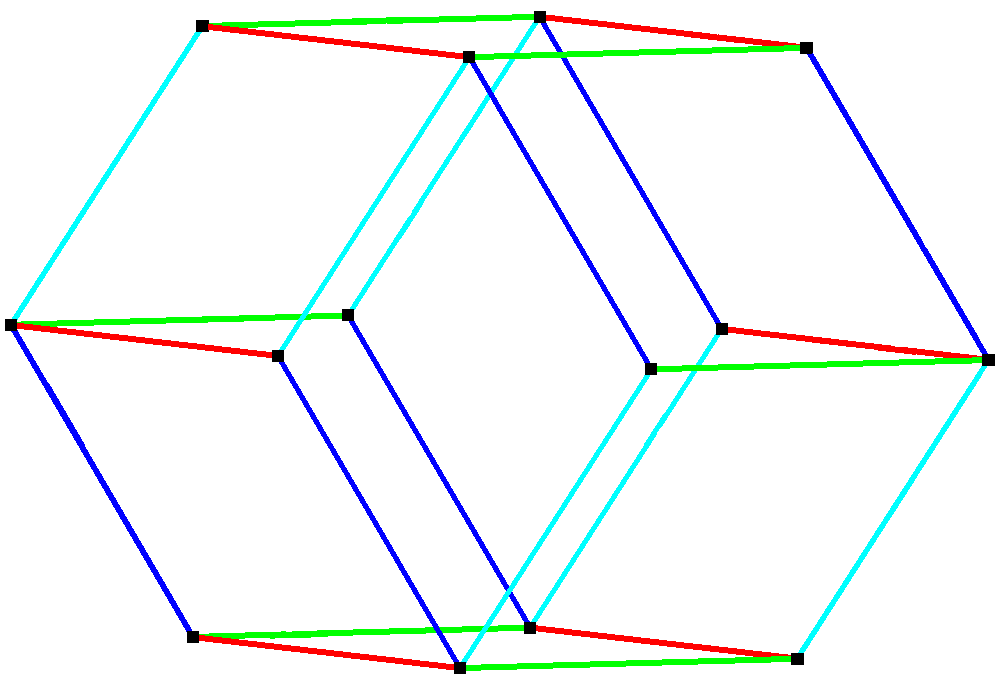
Un dodecaedro de Bilinski es un zonoedro, con cuatro conjuntos de seis aristas paralelas. Contraer cualquier conjunto de seis aristas paralelas a una longitud cero produce un romboedro áureo

El dodecaedro de Bilinski se puede formar a partir del triacontaedro rómbico (otro zonoedro, con treinta caras rómbicas áureas congruentes) eliminando o colapsando dos zonas o cinturones de diez y ocho caras rómbicas áureas con aristas paralelas. Eliminar solo una zona de diez caras produce un icosaedro rómbico. La eliminación de tres zonas de diez, ocho y seis caras produce un romboedro áureo. Así, eliminando una zona de seis caras del dodecaedro de Bilinski se genera un romboedro áureo. El dodecaedro de Bilinski puede ser
diseccionado en cuatro romboedros áureos, dos de cada tipo.
Los vértices de los zonoedros con caras rómbicas áureas se pueden calcular mediante combinaciones lineales de dos a seis vectores de aristas generadores con coeficientes 0 o 1. Un cinturón mn representa los vectores direccionales n y contiene m aristas coparalelas con la misma longitud. El dodecaedro de Bilinski tiene cuatro cinturones de seis aristas coparalelas.
Estos zonoedros son envolventes de la proyección de los hipercubos, con base de proyección n dimensional. Siendo (φ) el número áureo, para n= 6, la base específica es:
x= (1, φ, 0,−1, φ, 0),
y= (φ, 0, 1, φ, 0,−1),
z= (0, 1, φ, 0,−1, φ).
Para n= 5, la base es la misma con la sexta columna eliminada. Para n= 4, se eliminan las columnas quinta y sexta.
| Nombre del sólido                    | Triacontaedro                  | Icosaedro                     | Dodecaedro                    | Hexaedro (agudo/obtuso)       | Rombo (2-caras)              |
| ------------------------------------ | ------------------------------ | ----------------------------- | ----------------------------- | ----------------------------- | ---------------------------- |
| Simetría completa                    | Ih (orden 120)                 | D5d (orden 20)                | D2h (orden 8)                 | D3d (orden 12)                | D2h (orden 8)                |
| n cinturones de (2(n−1))n // aristas | 6 cinturones de 106 // aristas | 5 cinturones de 85 // aristas | 4 cinturones de 64 // aristas | 3 cinturones de 43 // aristas | 2 cinturones de 2 // aristas |
| n(n−1) Faces                         | 30                             | 20 (−10)                      | 12 (−8)                       | 6 (−6)                        | 2 (−4)                       |
| 2n(n−1) aristas                      | 60                             | 40 (−20)                      | 24 (−16)                      | 12 (−12)                      | 4 (−8)                       |
| n(n−1)+2 Vértices                    | 32                             | 22 (−10)                      | 14 (−8)                       | 8 (−6)                        | 4 (−4)                       |
| Imagen                               |                                |                               |                               |                               |                              |
| Aristas paralelas                    |                                |                               |                               |                               |                              |
| Disección                            | 10 + 10                        | 5 + 5                         | 2 + 2                         |                               |                              |
| n-cubo proyectivo                    | Hexeracto                      | Penteracto                    | Teseracto                     | Cubo                          | Cuadrado                     |
| Imagen n-cubo proyectivo             |                                |                               |                               |                               |                              |